# Straight Edge (chanson)
Pistes de Minor Threat
Seeing Red
(A3) Small Man, Big Mouth
(B1)
Straight Edge est une chanson du groupe hardcore punk Minor Threat issue du premier EP du même nom de 1981, réédité en 1984 pour l'album également éponyme, puis dans la discographie complète de 1989.
La chanson fut l'inspiration pour le nom de la sous-culture punk straight edge.

## Impact culturel
La chanson constitue un résumé très succinct de l'interprétation d'Ian MacKaye de la philosophie straight edge, dans les quatre premières lignes, « I'm a person just like you / But I've got better things to do / Than sit around and fuck my head / Hang out with the living dead. » (Je suis une personne comme toi / Mais j'ai mieux à faire / Que de m’asseoir et de me démonter la tête / Traîner avec les morts-vivants).
Ce mouvement anti-ivresse avait commencé à se développer dans le punk avant cette chanson , mais cette chanson a eu une influence majeure en donnant un nom à la scène, et chez le chanteur Ian MacKaye, une figure de proue (quelque peu réticente),. La chanson est également remarquable car, avec 46 secondes de long, elle est inhabituellement courte, compte tenu en particulier de son impact culturel. Les thèmes de la piste ont ensuite été suivis et détaillés par les chansons plus récentes de Minor Threat Out of Step (With the World) et In My Eyes.

## Réception critique
En plus d'être régulièrement cité comme un moment important dans la fondation de la scène Straight Edge, le morceau continue de recevoir des applaudissements critiques, Pitchfork Media déclare que « Straight Edge sonne avec toujours autant d'immédiateté ». Blake Butler, de AllMusic, décrit cette chanson comme un « manifeste empreint d'impulsions », citant « l'importance de cette chanson dans l'évolution du hardcore ».

## Reprise de NOFX
Le groupe Punk NOFX a repris cette chanson sur leur album de 1992 album White Trash, Two Heebs and a Bean. La chanson est jouée dans un style jazz, et chantée à la manière de Louis Armstrong[réf. souhaitée].